# Antoni Lesiński
Antoni Jacek Lesiński (ur. 25 lipca 1943) – polski prawnik i urzędnik państwowy, w latach 1990–1992 wicewojewoda koszaliński. 

## Życiorys
Ukończył studia prawnicze. Następnie odbył aplikację adwokacką, w 1973 uzyskał wpis na listę adwokatów. Od 16 lipca 1990 do 31 maja 1992 pełnił funkcję wicewojewody koszalińskiego u boku Stanisława Sochy. Zgodnie z nieformalną umową miał pełnić funkcję przez półtora roku do czasu wprowadzenia pierwszym reform, pierwszą dymisję złożył w październiku 1991. Przyjęta została dopiero druga z nich z kwietnia 1992. Później powrócił do zawodu adwokata, zasiadł w radzie nadzorczej Koszalińskiego Przedsiębiorstwa Instalacji Budowlanych.